# 110-kV-Leitung Meitingen–Memmingen

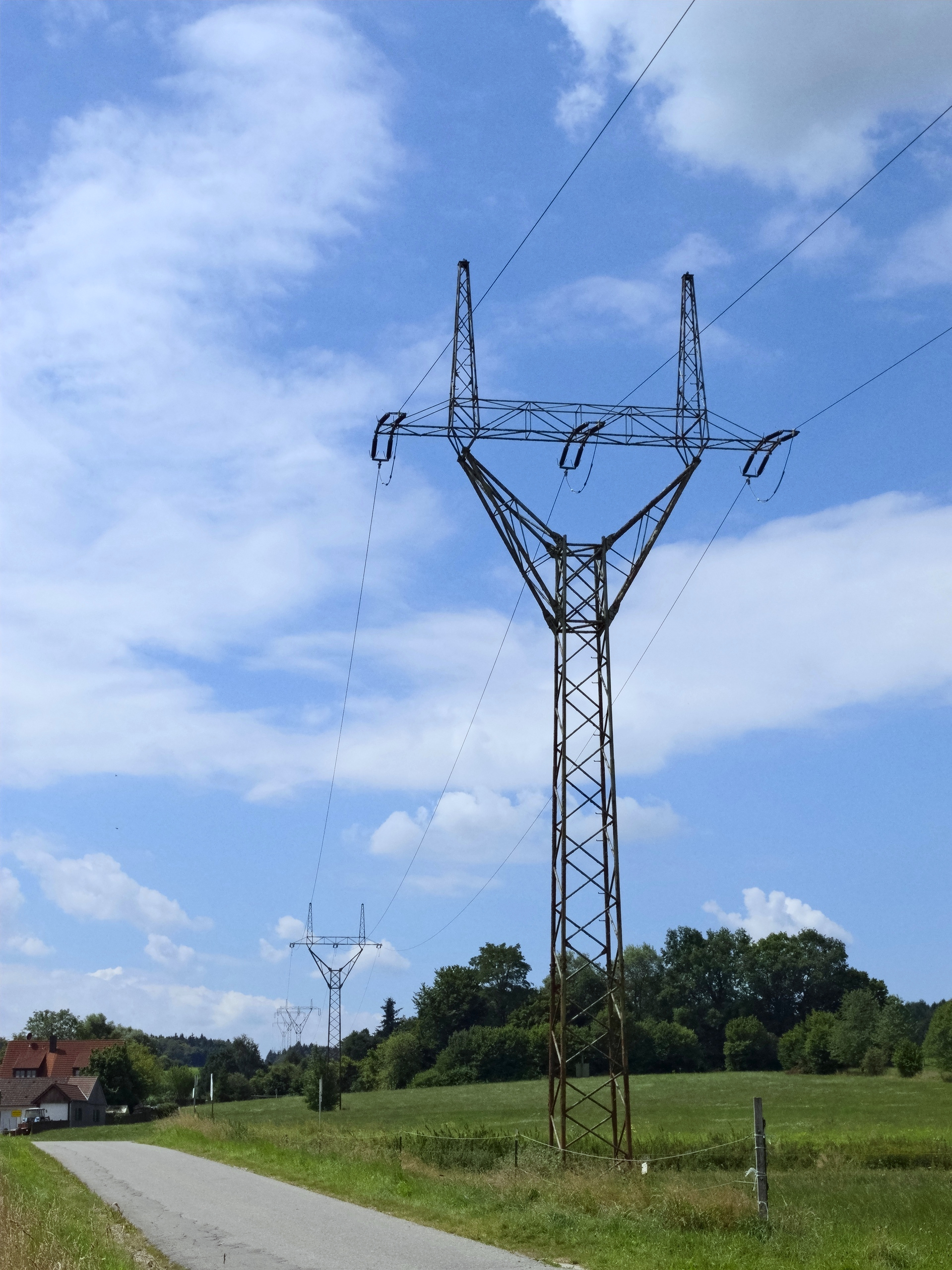
Trasse bei Adelsried (2012)

Die 110-kV-Leitung Meitingen–Memmingen ist eine Hochspannungsleitung der Lechwerke, die zwischen Meitingen im Landkreis Augsburg bis nach Memmingen im Unterallgäu verläuft. Sie ist 82,4 Kilometer lang und wird mit einer Spannung von 110 kV betrieben. Gebaut wurde die Trasse in den Jahren 1942/43. Sie war eine von nur wenigen Hochspannungstrassen in Deutschland, die durchgängig mit Deltamasten  (so genannte Lyramasten) errichtet wurde. Seit 2012 läuft eine Erneuerung der Trasse mit Austausch der Deltamasten durch neue Stahlrohrmasten.

## Trassenverlauf
Die Trasse verläuft vom Umspannwerk Meitingen über Feigenhofen nach Bonstetten, überquert bei Streitheim die A 8, verläuft dann weiter über das Umspannwerk Auerbach, Dinkelscherben-Lindach, Dinkelscherben-Oberschöneberg, Ziemetshausen, Burg südlich Thannhausen, Breitenbrunn, Breitenbrunn-Fürbuch, Oberschönegg-Märxle, Inneberg, das Umspannwerk Lauben, Holzgünz, Schwaighausen, Memmingen-Eisenburg, Memmingen-Künersberg zum Umspannwerk Memmingen.
In Meitingen wurde im Jahr 2011 der Trassenverlauf auf einer Strecke von rund 4,5 Kilometern verändert, um den Abstand zur Wohnbebauung zu vergrößern.

## Erneuerung
Die Betreibergesellschaft arbeitet seit 2012 schrittweise an der Erneuerung der Trasse, da sowohl die Masten als auch die Leiterseile am Ende ihrer technischen und wirtschaftlichen Lebensdauer angelangt waren. Die Trasse bleibt dabei bis auf einzelne Maststandorte nahezu unverändert. Im Zuge der Maßnahme werden die alten Deltamasten durch neue Stahlrohrmasten ersetzt. 2012 wurde im Abschnitt zwischen Bedernau und Memmingen mit der Erneuerung begonnen. Weitere Abschnitte folgten in den Jahren danach. Bis 2025 waren bereits sieben von zehn Bauabschnitten fertiggestellt. Bis 2026 soll auch der letzte Abschnitt mit einer Länge von 19 Kilometer zwischen Auerbach bei Horgau und Erlingen bei Meitingen erneuert werden.